# Křenovice (Boemia meridionale)
Křenovice (fino al 1923 Chřenovice) è un comune della Repubblica Ceca facente parte del distretto di Písek, in Boemia Meridionale.